# Artez
Artez (Revista de las Artes Escénicas) es una publicación mensual fundada en 1996 en Elorrio, con sede en Bilbao y editada por Artezblai. Cubre la cobertura informativa de los estrenos de las artes escénicas de España, así como de los festivales de teatro estatales y los principales del ámbito iberoamericano. Incluye además entrevistas y secciones de opinión con colaboradores fijos como Alfonso Sastre, Jorge Dubatti y, hasta 2009, Ricard Salvat. Algunos números tienen suplementos especiales de festivales concretos y desde 2009 editan los suplementos regionales Infoartez Castilla y León y Euskal Herria. Su director es Carlos Gil Zamora.
El proyecto que agrupa a la Editorial Artezblai y a la «Asociación Cultural Artez Blai Kultur Elkartea» edita además libros y la revista Cuadernos Escénicos de San Francisco, presentes en la librería virtual del sitio web y en el Portal de las Artes Escénicas de Artezblai. Desde 2009 además promueven el Premio Internacional Artez Blai de Investigación sobre las Artes Escénicas. La imagen identificativa de Artez es una zapatilla casera con tacones de aguja, relacionada con el eslogan “lo único imprescindible para ir de su casa al teatro”.
Se financia con la venta de ejemplares, suscripciones, publicidad y ayudas públicas. La revista tiene una tirada de 5.000 ejemplares y los suplementos "Infoartez" suman 14.000 ejemplares, distribuidos mensualmente.